# Atopsyche hispida
Atopsyche hispida är en nattsländeart som beskrevs av Donald G. Denning 1965. Atopsyche hispida ingår i släktet Atopsyche och familjen Hydrobiosidae. Inga underarter finns listade i Catalogue of Life.